# Felix Tikotin
Felix Tikotin (* 12. Oktober 1893 in Glogau, Regierungsbezirk Liegnitz; † 15. August 1986 in Vevey, Schweiz) war ein deutsch-jüdischer Kunsthändler, Kunstsammler und Museumsgründer.

## Leben
Felix Tikotin wurde als Felix Levinsohn geboren. Den Namen Tikotin wählte er, da seine Vorfahren, der Familienüberlieferung zufolge, Anfang des 19. Jahrhunderts aus Tykocin nach Schlesien eingewandert waren. Er wuchs in Dresden auf, wo er die Mitglieder der Künstlergruppe Die Brücke kennenlernte. Auf der Internationalen Hygieneausstellung 1911 in Dresden kam er zum ersten Male in Kontakt mit Japanischer Kunst; nach dem Ende der Ausstellung konnte er einige der dort gezeigten Holzschnitte erwerben. Auf Wunsch seiner Eltern studierte er Architektur an der Technischen Hochschule Dresden und nahm danach als Offizier am Ersten Weltkrieg teil.
Nach dem Krieg und anschließender kurzer Tätigkeit als Architekt der Stadt Dresden entschied sich Tikotin, seinen erlernten Beruf aufzugeben, um sich ganz der Tätigkeit als Kunsthändler und -sammler zu widmen. Er eröffnete eine Galerie in Dresden und wechselte 1927 nach Berlin. 1927/1928 unternahm er gemeinsam mit Fritz Rumpf eine Reise nach Japan, wo er die Kultur des Landes studierte.
1933 emigrierte Tikotin in die Niederlande, zunächst nach Amsterdam. Später eröffnete er in Den Haag eine neue Galerie. Die Kunstbestände wurden nach dem Einmarsch der deutschen Wehrmacht versteckt, gingen aber durch Diebstähle verloren. 1950 wurde die gestohlene Sammlung wiederentdeckt. Im selben Jahr zog Tikotin nach Wassenaar. Die Jahre 1956 bis 1960 verbrachte er großteils in Haifa, wo 1960 das Tikotin Museum für Japanische Kunst eröffnet wurde. Danach ließ sich Tikotin am Mont Pèlerin in der Schweiz nieder. Seine Tochter Ilana Drukker-Tikotin lebt heute in Jerusalem.